# Fernando Monje
Fernando Monje Vicario (* 7. März 1993 in Barcelona) ist ein spanischer Automobilrennfahrer.

## Karriere
Monje begann seine Motorsportkarriere 2005 im Kartsport, in dem er bis 2008 aktiv war. 2009 debütierte er in der Formul’Academy Euro Series im Formelsport. Er wurde Gesamtzehnter. Darüber hinaus absolvierte er Gaststarts in der katalanischen Monoposto-Meisterschaft und er nahm im Tourenwagensport an einigen Rennen des spanischen SEAT Leon Supercopa teil.
2010 wechselte Monje in die European F3 Open. Er startete für De Villota Motorsport und beendete die Saison auf dem sechsten Platz in der Fahrerwertung. 2011 blieb Monje in der European F3 Open und trat für Drivex an. Eine fünfte Position war seine beste Platzierung und er schloss die Saison auf dem 15. Gesamtrang ab. Darüber hinaus nahm er an einem Langstreckenrennen teil.
2012 verließ Monje den Formelsport und wechselte in den Tourenwagensport. Er sollte für SUNRED Engineering in der Tourenwagen-Weltmeisterschaft (WTCC) an den Start gehen. Da nicht genügend aktuelle Motoren für den SEAT León vorhanden waren, startet er zunächst mit einem SUNRED-1.6T-Motor und trat nur zu einer Veranstaltung an. Darüber hinaus nahm Monje für SUNRED am European Touring Car Cup (ETC-Cup) teil. Dabei gewann er sechs von acht Rennen und entschied die Super-2000-Wertung für sich. 2013 erhielt Monje schließlich wieder ein Cockpit in der WTCC. Für Campos Racing nahm er an elf von zwölf Veranstaltungen teil. Monje beendete die Saison wie im Vorjahr auf dem 24. Gesamtrang.
2014 fand Monje erneut kein permanentes Cockpit. Er fuhr je zwei Rennen in der Super-GT- und GTS-Klasse der International GT Open. 2015 trat Monje zu drei Veranstaltungen der TCR International Series für Campos Racing an. Dabei erzielte er einen dritten Platz.

## Statistik

### Karrierestationen
| - 2005–2008: Kartsport - 2009: Formul’Academy Euro Series (Platz 10) - 2009: Spanischer SEAT Leon Supercopa - 2010: European F3 Open (Platz 6) | - 2011: European F3 Open (Platz 15) - 2012: WTCC (Platz 24) - 2012: ETC-Cup, Super 2000 (Meister) - 2013: WTCC (Platz 24) | - 2014: International GT Open, Super GT - 2014: International GT Open, GTS - 2015: TCR International Series (Platz 16) |

### Einzelergebnisse in der TCR International Series
| Jahr | Team          | 1   | 2   | 3   | 4   | 5   | 6   | 7   | 8   | 9   | 10  | 11  | 12  | 13  | 14  | 15  | 16  | 17  | 18  | 19  | 20  | 21  | 22  | Punkte | Rang |
| ---- | ------------- | --- | --- | --- | --- | --- | --- | --- | --- | --- | --- | --- | --- | --- | --- | --- | --- | --- | --- | --- | --- | --- | --- | ------ | ---- |
| 2015 | Campos Racing | SEP | SEP | SHA | SHA | VAL | VAL | POR | POR | MNZ | MNZ | SAL | SAL | SOC | SOC | SPI | SPI | SIN | SIN | BUR | BUR | MAC | MAC | 26     | 16.  |
| 2015 | Campos Racing |     |     |     |     |     |     |     |     | 5   | 3   | DNQ | DNQ |     |     |     |     | 10  | 19* |     |     |     |     | 26     | 16.  |